# Martin I. (Papst)
Martin I. (* 591 in Todi, Umbrien; † 16. September 655 in Chersones, Krim-Halbinsel) war Papst von 649 bis 653. Die russisch-orthodoxe Kirche St. Martin der Bekenner ist nach ihm benannt.

## Leben
Während des Pontifikates seines Vorgängers Theodor I.  war er zuerst als Diakon und später als Apokrisiar tätig. Martin I. war ein Gegner des damals verbreiteten Monotheletismus. Nach Amtsübernahme versammelte er im Oktober 649 105 Bischöfe der Westkirche in einer Synode im Lateran. Nach eingehenden Beratungen wurde der Monotheletismus verworfen und die Entscheidung den Bischöfen der Ost- und der Westkirche zur Unterzeichnung zugesandt. Paulos II., der Patriarch von Konstantinopel, wurde exkommuniziert, da er die Entscheidung ablehnte. Dies führte zu einem Konflikt mit dem oströmischen Kaiser und zu einem fehlgeschlagenen Versuch des Kaisers, den Papst festnehmen zu lassen. Der damit beauftragte Exarch Olympius regierte nämlich Italien als Usurpator unabhängig von Byzanz bis zu seinem Tod 652; unter seinem Schutz blieb Martin unbehelligt. Der Exarch Theodor Kalliopa ließ den kranken Papst am 17. Juni 653 in der Lateranbasilika ergreifen. Er wurde von Rom nach Konstantinopel verschifft, wo er wohl am 17. September 653 eintraf. Nach einem Gerichtsverfahren wurde er wegen Beteiligung am Aufstand des Olympius, also als Hochverräter, am 27. Dezember 653 zum Tod verurteilt. Der Ökumenische Patriarch Paulos II. setzte sich erfolgreich für eine Begnadigung Martins ein, der am 26. März 654 auf die Krim verbannt wurde, wo er an den Folgen seiner grausamen Behandlung am 16. September 655 starb. Noch vor seinem Tod wurde auf kaiserlichen Druck hin mit Papst Eugen I. ein Nachfolger gewählt. Die von Martin im Exil verfassten Briefe spiegeln seine Enttäuschung über die einstigen Weggefährten.

## Gedenktag
- Katholisch: 13. April (nichtgebotener Gedenktag im Allgemeinen Römischen Kalender)
- Orthodox: 14. April